# Blanche Delacroix

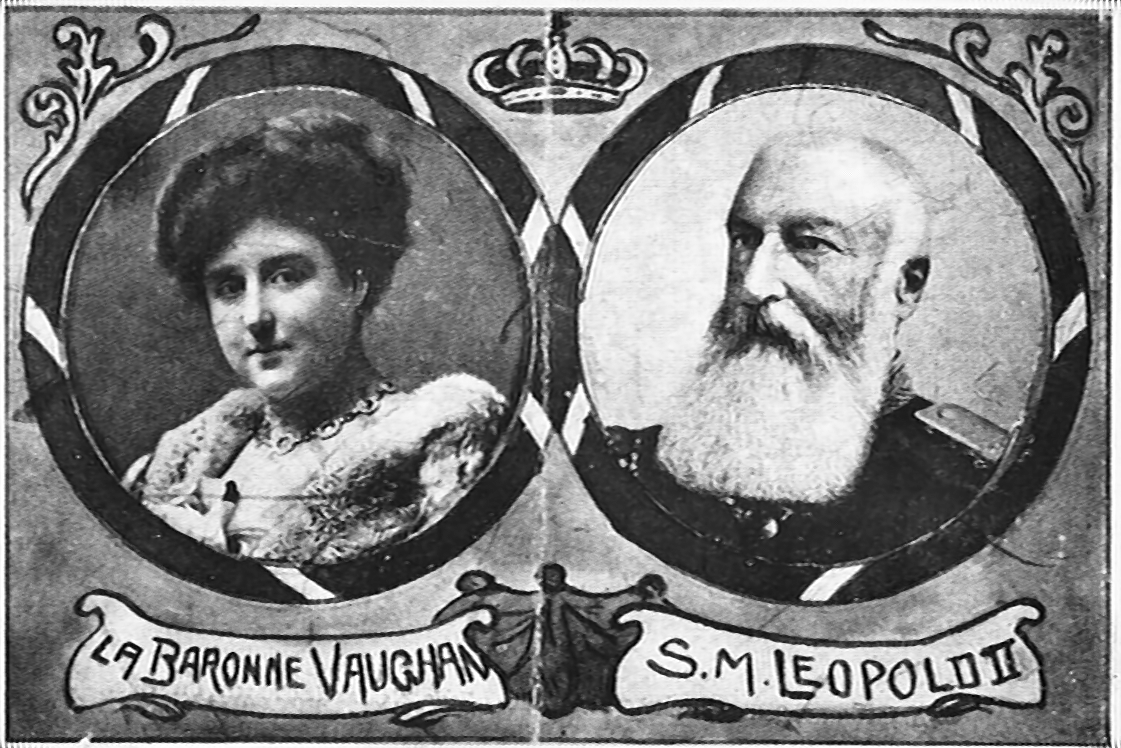
Blanche Delacroix en Leopold II van België

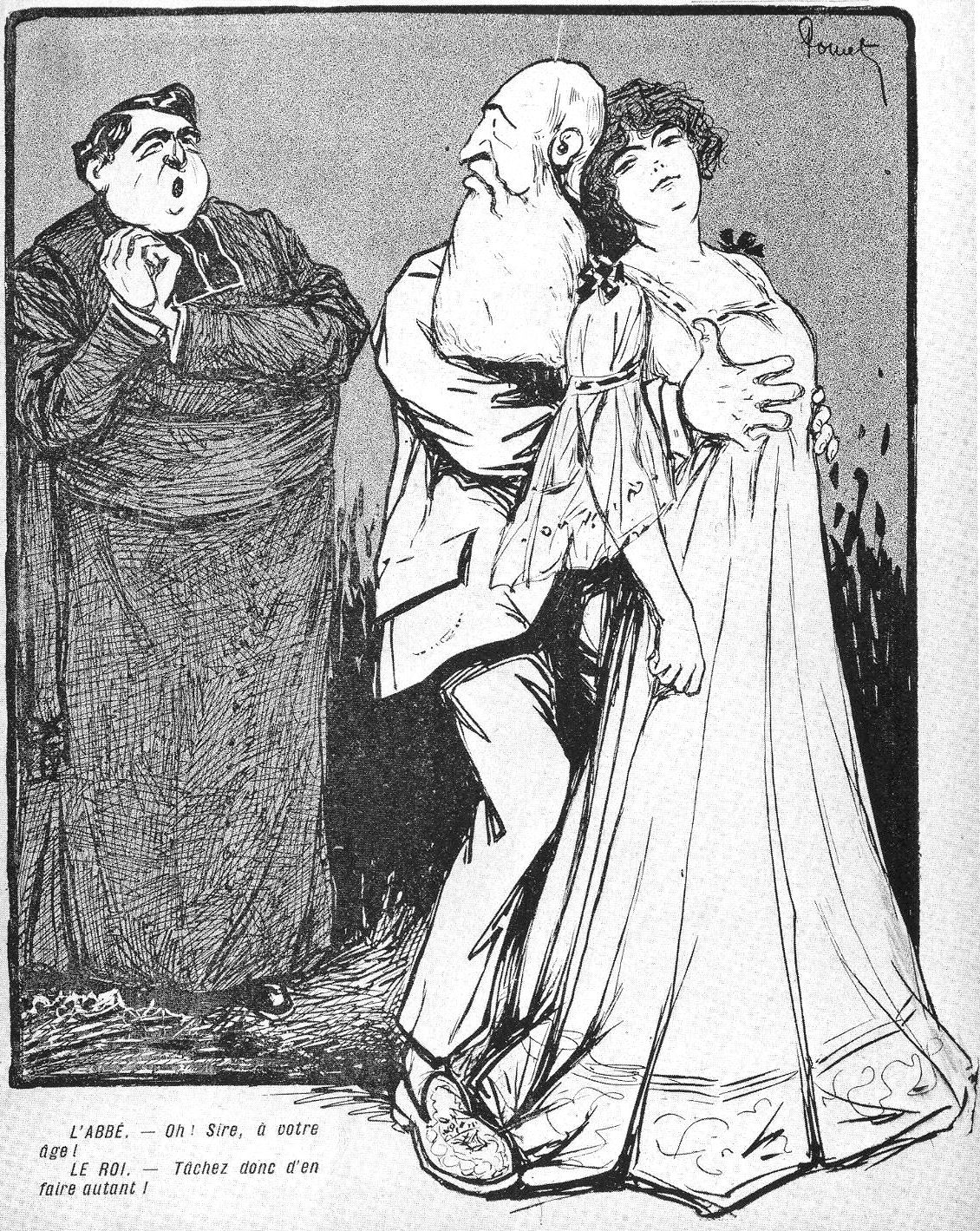
Spotprent (Pastoor: 'Oh Sire, op uw leeftijd!' - Koning: 'Probeer mij maar eens na te doen!')

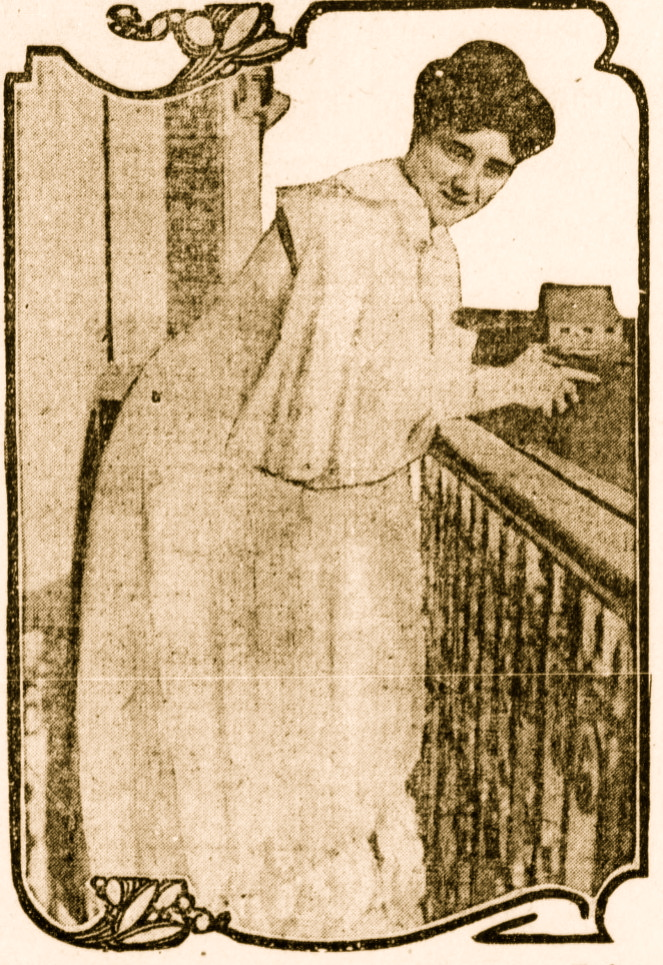
Foto van Delacroix

Blanche Zélie Joséphine Delacroix, alias Caroline Lacroix, barones van Vaughan (Boekarest, 13 mei 1883 - Cambo-les-Bains, 12 februari 1948) was de minnares van koning Leopold II van België.

## Afkomst
Blanche, ook gekend als Caroline, was de dochter van de bescheiden ambtenaar Jules Delacroix en Catherine Josephine Sébille. Al op jonge leeftijd was ze barmeid en prostituée in Parijs.

## Relatie met Leopold II

### Geld en geschenken
Leopold gaf enorme sommen geld uit aan geschenken en landgoederen voor zijn jonge minnares, door in 1902 bijvoorbeeld de Villa Leopolda voor haar te kopen. Ze bezocht vaak Parijs om haar naaister en hoedenmaakster te bezoeken, en pochte ooit dat ze ooit drie miljoen frank had uitgegeven aan jurken in een van de winkels.

### Ontmoeting
Drie jaar voor de dood van zijn echtgenote koningin Marie-Henriette kreeg de 64-jarige koning in 1900 een relatie met het zestienjarige, goed opgeleide meisje uit Parijs. De twee zouden elkaar hebben ontmoet op de Wereldtentoonstelling van 1900 in Parijs. Naar verluidt vroeg de vorst haar of ze wist wie hij was, waarop ze antwoordde: 'Koning Oscar van Zweden'. Andere bronnen houden het erop dat ze al in 1899 kennis maakten in het Parijse hotel Elysée Palace. Het meisje verbleef er met haar minnaar Antoine Durrieux, een voormalig legerofficier met een gokreputatie die bij gelegenheid ook haar pooier zou zijn geweest. Leopold liet zich voorstellen, en de kortstondige verhouding die volgde, groeide uit tot iets blijvends.

### Villa, kasteel en aandelen
Na de dood van de verstoten koningin Maria-Hendrika (19 september 1902), konden de geliefden zich grotere toenadering permitteren. Leopold bracht Blanche onder in de Villa Vanderborght, vlak bij het Kasteel van Laken. In Oostende liet hij, om zijn Très Belle discreet te kunnen bezoeken, een tunnel aanleggen onder de Parijsstraat, tussen de Venetiaanse Gaanderijen, een deel van zijn Koninklijke Villa en haar Villa Caroline. Na zijn dood liet Albert I, Leopolds opvolger, deze gang onmiddellijk dichtmetselen en instorten.
Leopold overstelpte haar met geschenken, waaronder in 1908 het kasteel van Balincourt in Arronville (Val-d'Oise) en de Villa Les Cèdres in Saint-Jean-Cap-Ferrat (vlak bij zijn eigen Villa Leopolda). Desondanks kreeg hij een rivaal, want Durrieux dook weer op. 
Na de dood van de koning bleek dat hij haar talloze bezittingen, kostbaarheden, aandelen in Congo en andere inkomsten had gegeven, waardoor ze miljonair was. In de volgende jaren probeerde de Belgische regering iets van deze rijkdom te recupereren.
Er is voor haar eveneens een woning te Brussel gebouwd, dat monumentaal pand is vandaag in handen van de familie Buyck.

### Kinderen en huwelijk
Twee kinderen werden uit hun relatie geboren: Lucien Philippe Marie Antoine (1906-1984), door zijn vader verheven tot hertog van Tervuren, en Philippe Henri Marie François (1907-1914), die de titel graaf van Ravenstein kreeg. Deze laatste had een stomphand, een afwijking die veel voorkwam in het geslacht Saksen-Coburg, wat Leopold II sterkte in het geloof dat hij wel degelijk de vader was. Beide adellijke titels werden informeel verleend en nooit door de Belgische Staat erkend. Leopold was zeer gelukkig met zijn jongste kinderen, daar zijn troonopvolger op jonge leeftijd gestorven was.
Op 12 december 1909 trouwde Leopold kerkelijk met Blanche. Volgens Blanche werd ze door de koning aan Auguste Goffinet voorgesteld met de woorden: "Messieurs, voici ma veuve" (Ziehier, heren, mijn weduwe). Het was een trouwplechtigheid "in articulo mortis" (op het moment van sterven), geleid door een aan het paleis verbonden priester. Omdat er geen burgerlijk huwelijk aan was voorafgegaan, was de verbintenis onwettig. Voor het Vaticaan was ze echter geldig, in alle kerken werd een herderlijke brief afgelezen die het huwelijk plechtig verkondigde. Blanche kreeg de titel barones de Vaughan, hoewel daaraan nooit een koninklijk besluit ten grondslag heeft gelegen.
Enkele dagen na het huwelijk onderging Leopold een operatie die hij niet overleefde.

## Begunstiging en rechtszaken
Na de dood van de koning moest Delacroix Brussel meteen verlaten, maar niet zonder een fortuin aan geld, waardepapieren en juwelen mee te nemen. De koning was vervreemd van zijn drie dochters en had haar zoveel mogelijk begunstigd. Om de wettelijke beperkingen te omzeilen, had hij een trust opgezet. Deze werd succesvol aangevochten door zijn dochters en de Belgische regering. Ook de onroerende eigendommen op naam van Caroline werden in beslag genomen.

## Later leven
Acht maanden na het overlijden van Leopold, in 1910, trouwde Blanche met haar vroegere minnaar Antoine Durrieux, waarna de twee kinderen door hem werden erkend en zijn familienaam aannamen. Al in 1912 werd de scheiding uitgesproken. Blanche was nog rijk genoeg om het hoederecht over haar kinderen veilig te stellen door Durrieux een miljoen frank toe te schuiven.
In 1948 overleed Blanche aan suikerziekte in "Villa Kayola" in Cambo-les-Bains. Of ze toen straatarm was, zoals de verhalen willen, is verre van zeker. Ze vond haar laatste rustplaats op het Cimetière du Père-Lachaise in Parijs, samen met haar voormalige man Durrieux, haar broer en haar vroeggestorven kind Philippe.
Haar zoon Lucien trouwde in 1927 met Lucie Gracieuse Mundutey (1900-2005). Er zijn geen nakomelingen. Lucien overleed in 1984 te Cambo-les-Bains en werd er begraven. Op zijn graftombe staat hij als Lucien Duc de Tervueren van Saxe-Cobourg-Gotha, wat zijn afstamming van Leopold II van België aangeeft.

## Publicaties
- Baronne de Vaughan, Quelques souvenirs de ma vie, Paris, Flammarion, 1936.
- Baronne de Vaughan, Presque reine: mémoires de ma vie, s.l., Le livre de Paris, 1944.